# Pinozá (Asunción)
Pinozá es el nombre de uno de los barrios de la ciudad de Asunción, en Paraguay.

## Historia
Es probable que el origen del nombre del barrio provenga del propietario de la zona Espinoza, que la gente pronunciaba «Pinozá». En los años 1920 la zona era una capuera y recién a partir del fraccionamiento en el año 1950, comenzó a ser un barrio populoso.

## Características
El terreno de este barrio es alto con pendientes muy pronunciadas hacia el sur.
Es una zona comercial sobre todo sobre las avenidas Eusebio Ayala, Próceres de Mayo y Fernando de la Mora. Las demás zonas son residenciales.

## Geografía
Situado en la ciudad de Asunción, capital del Paraguay, en el Departamento Central de la Región Oriental. Está ubicada al sureste de ella.

## Clima
Clima subtropical, la temperatura media es de 28 °C en el verano y 17 °C en el invierno. Vientos predominantes del norte y sur. El promedio anual de precipitaciones es de 1700 mm.

## Límites
Los limitantes del barrio son: las avenidas Eusebio Ayala, Bruno Guggiari, Fernando de la Mora y Próceres de Mayo.
- Al norte limita con el barrio Pettirossi.
- Al sur limita con el barrio Vista Alegre.
- Al este limita con el barrio Ciudad Nueva.
- Al oeste limita con el barrio San Vicente.

## Superficie
Su extensión es de 0.87 km². 

## Medios de comunicación
Las avenidas principales están totalmente asfaltadas y las calles casi en su totalidad empedradas. La avenida Eusebio Ayala en un tramo muy cargado por los vehículos que transitan, en ese sentido el víaducto ubicado en Gral. Santos y Eusebio Ayala regula la circulación de automotores.

## Transporte
Las líneas de transporte público que cubren la zona son: 27, 26, 25, 20, 19, 18, 15, 11, 10, 9, 8, 7, 4, 3, 2, 1, 21 ,42, 47, 45, 43, 40, 39, 36, 34, 33, 30 y 29.

## Población
Según el último censo llevado a cabo en el año 2002 por la Dirección General de Estadística, Encuestas y Censos el barrio contaba con 6.621 habitantes de los cuales el 44% son hombres y el 55.6% son mujeres.

La densidad poblacional es de 7.610 hab./km² aproximadamente.

## Demografía
Existen un total de 1.728 viviendas aproximadamente en el barrio.
- La recolección de basuras se hace tres veces a la semana.
- Las familias que cuentan con los servicios de energía eléctrica representan un 100%.
- Las familias que cuentan con los servicios agua corriente representan un 100%.
- Las familias que cuentan con los servicios red telefónica representan un 70%.
- Los pobladores son en su mayoría son de clase media.
- Las principales ocupaciones de los pobladores y pobladoras del barrio son: comerciantes, profesionales, trabadores autónomos, empleados, funcionarios, constructores, estudiantes, amas de casa y otros.
- En el área sanitaria el barrio cuenta con un puesto de salud que presta servicios de clínica general y odontología, pero no cubre casos de internaciones
- Existen una escuela y cuatro colegios públicos, además una escuela para ciegos privada

## Cultura

### Ciudadanos ilustres
- Amado Sarabia Morínigo (Amado del Paraguay), músico y humorista (1938 - 2008).[2]

## Instituciones y organizaciones existentes
Comisiones Vecinales
Existen dos comisiones vecinales 
- Pinozá Zona Aledaña al Club Guaraní
- Pinozá Sur

Otros
- Asociación de Plomeros, Cloaquistas y Hojalateros del Paraguay.

## Instituciones no gubernamentales
Religiosa Católica
- Parroquia Santa Rosa de Lima
- Parroquia San Miguel Arcángel

Otros
- Templo Misión de Amistad

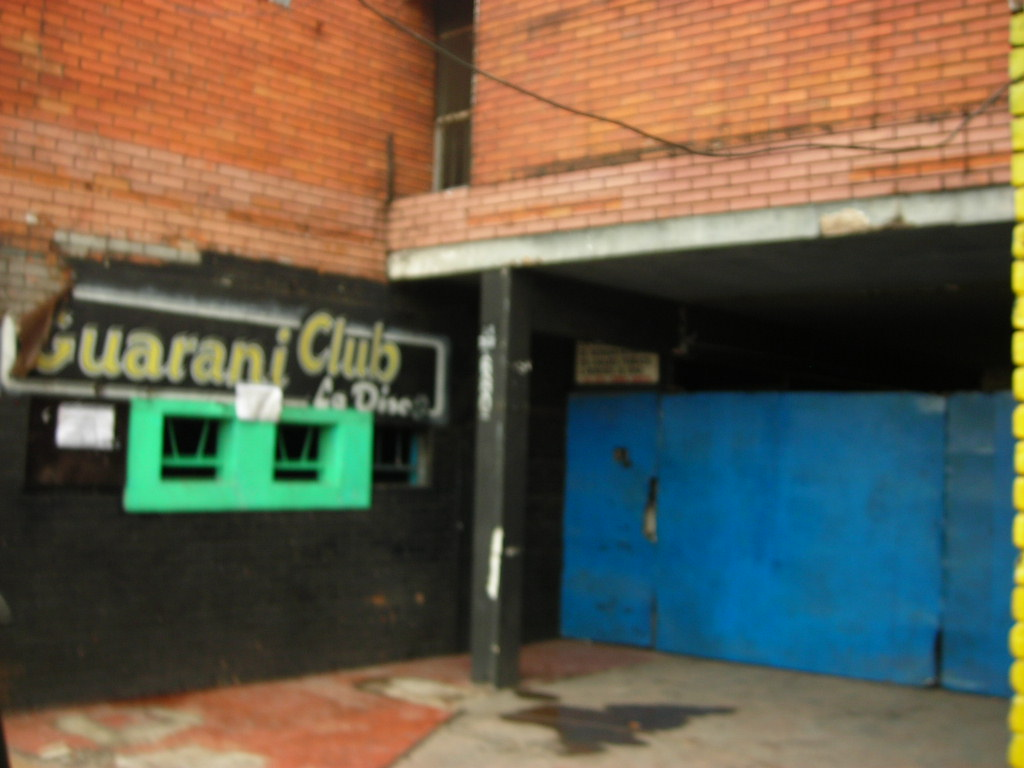
Club Guaraní.

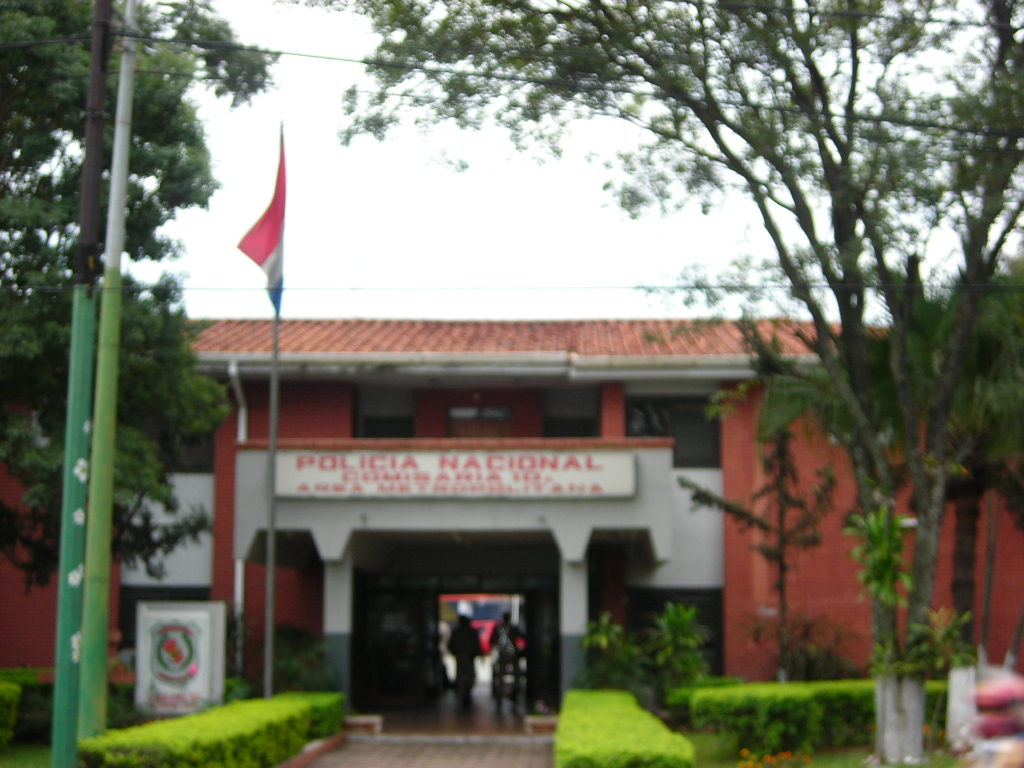
Comisaría N.º 7.

- Iglesia Bautista "La Nueva Jerusalén"
- Iglesia Adventista Coreana

Entidades sociales y deportivas
- Club Guaraní
- Misión de la Amistad

Educativas
- Escuela de Ciegos Santa Lucía
- Colegio Bautista "La Nueva Jerusalén"
- Colegio Liceo Cervantes
- Colegio Adventista de Asunción (CADA)
- Universidad Adventista del Paraguay (UNAPY)
- Colegio Imaculee Conception
- Colegio Nacional de la Capital.
- Colegio Nacional E.M.D Dr. Fernando de la Mora.
- Colegio Vocacional Carlos Antonio López.
- Escuela Fernando de la Mora.

Servicios Sanitarios
- Puesto de salud de la Misión de Amistad
- Sanatorio San Pablo

## Instituciones gubernamentales
Policiales
- Intendencia de Policía.
- Comisaría n.º 7